# ألكوبيلا دي لاس بيناس
ألكوبيلا دي لاس بيناس (بالأسبانية: Alcubilla de las Peñas) هي بلدية تقع في مقاطعة سوريا، قشتالة وليون، أسبانيا. وفقاً لتعداد 2004 (المعهد الوطني للإحصاء)، بلغ عدد سكانها 82 نسمة.